# Liste des médaillées françaises aux Jeux olympiques, aux championnats du monde et aux championnats d'Europe de gymnastique rythmique
- Cet article est partiellement ou en totalité issu de l'article intitulé « Gymnastique en France » (voir la liste des auteurs).

La liste complète des médaillées françaises en gymnastique rythmique aux Jeux olympiques, aux championnats du monde et aux championnats d'Europe.
Seules sont indiquées les éditions durant lesquelles les gymnastes françaises ont obtenu au moins une médaille.

## Jeux olympiques
Que ce soit en individuel ou en équipe, aucune gymnaste rythmique française n'a remporté de médaille aux Jeux olympiques jusqu'alors. (mise à jour : Jeux olympiques de 2016)

## Championnats du monde
Seules sont indiquées les éditions durant lesquelles les gymnastes françaises ont obtenu au moins une médaille. 
Tableau mis à jour après les championnats du monde de Bakou en 2019.
| Lieux (Année) | Épreuve                 | Épreuve             | Épreuve | Épreuve     | Épreuve                 | Épreuve | Épreuve     |
| Lieux (Année) | Concours par équipe     | Concours individuel |         |             |                         |         |             |
| ------------- | ----------------------- | ------------------- | ------- | ----------- | ----------------------- | ------- | ----------- |
| Berlin (1997) | non inclus au programme |                     |         | Eva Serrano | non inclus au programme |         | Eva Serrano |

## Championnats d'Europe
Seules sont indiquées les éditions durant lesquelles les gymnastes françaises ont obtenu au moins une médaille. 
Tableau mis à jour après les championnats d'Europe de Bakou  en 2019.
| Lieux (Année)   | Épreuve             | Épreuve             |
| Lieux (Année)   | Concours par équipe | Concours individuel |
| --------------- | ------------------- | ------------------- |
| Budapest (1999) |                     | Eva Serrano         |